# الحبلة (الجميمة)

تعديل مصدري - تعديل

الحبلة هي إحدى قرى عزلة الجميمة بمديرية الجميمة التابعة لمحافظة حجة، بلغ تعداد سكانها 13 نسمة حسب تعداد اليمن لعام 2004.